# Kalaroa
Assasuni (en bengali : কলারোয়া) est une upazila du Bangladesh dans le district de Satkhira. En 1991, on y dénombrait 190 721 habitants.